# 瑞云寺海会塔
瑞云寺海会塔，是位于福建省福州市罗源县松山镇外洋村西瑞云寺外北侧约100米处的一个北宋古建筑，2007年入选第五批罗源县文物保护单位。
瑞云寺海会塔是安葬和尚遗骨的墓塔，始建于北宋治平二年（1065年），清宣统元年（1909年）在洪灾中损毁，1990年被发现后得以重建。塔高2.6米，坐西向东，花岗石结构，由塔座、塔身组成，塔身正面下端虚设门龛，门楣上刻有记录建造时间的楷体字样，侧面有藏骨瓮。